# Здание Кэннона
Здание Кэннона — здание, построенное в 1908 году, старейшее офисное здание Конгресса США, яркий пример архитектуры в стиле бозар. Располагается к югу от Капитолия Соединенных Штатов. В 1962 году здание было названо в честь бывшего спикера Палаты представителей США Джозефа Герни Кэннона.

## История
Первые офисные здания Конгресса были построены в начале XX века, чтобы уменьшить заполненность Капитолия Соединенных Штатов. Раньше конгрессменам, которые хотели занимать офис, приходилось арендовать помещения или занимать помещения в комнатах комитетов. В марте 1901 года Конгресс уполномочил архитектора Капитолия Эдварда Кларка разработать планы офисных зданий для Палаты представителей и Сената, прилегающих к территории Капитолия. В марте 1903 г. было принято решение о приобретении участков и строительстве зданий. В апреле 1904 года известная нью-йоркская архитектурная фирма Carrère and Hastings была нанята для выполнения работ. Томас Гастингс руководил проектом здания, а Джон Каррер руководил строительством почти идентичного офисного здания (теперь называемого Офисным зданием Сената Рассела) для Сената США. Их дизайн в стиле бозар стал сдержанным дополнением к Капитолию.
Здание Кэннона впервые использовалось во время 60-го Конгресса в декабре 1907 года. К 1913 году доступные офисные помещения закончились, и к зданию была добавлена 51 комната за счет строительства пятого этажа, который виден только из закрытого двора, но не со стороны фасада. Первоначально в Здании Кэннона располагалось 397 офисов и 14 помещений для комитетов; в результате реконструкции 1932 г. появилось 85 двух- и трехкомнатных помещений, 10 помещений из одной комнаты и 23 комнаты для заседаний. В конце 1960-х салон красоты, который обслуживал конгрессменов, их супругов и сотрудников, был перемещен в офисное здание Cannon House из меньшего Здания Лонгуорта под эгидой комитета салона красоты.

### Ремонт 2015 года
В январе 2015 года начался капитальный ремонт здания Кэннона. По плану реконструкция займет десять лет и обойдется в 752,7 миллиона долларов. Ремонт направлен на модернизацию инженерных коммуникаций здания, также будет проведена реконструкция внешнего и внутреннего вида каждого крыла. По словам Билла Вейдемейера (суперинтенданта здания), здание «страдает от проблем безопасности, здоровья, экологии и эксплуатации, которые быстро усугубляются. Многие системы здания не менялись с 1908 года.».

### Штурм в 2023 году
В октябре 2023 года, на следующий день после сообщений о взрыве больницы «Аль-Ахли» в Газе, якобы убившем более 500 человек (данные не подтвердились, но на момент событий об этом ещё не было известно), на Капитолийском холме прошла пропалестинская демонстрация, организованная левым еврейским антисионистским движением «Еврейский голос за мир». Демонстранты, требовавшие прекратить помощь Израилю, смогли прорвать полицейское оцепление и ворваться в здание Кэннона, после чего около 300 из них были задержаны.

## Архитектура
Архитектурно фасады разделены на рустованное основание и колоннаду с антаблементом и балюстрадой. Колоннады с тридцатью четырьмя дорическими колоннами, обращенными к Капитолию, перекликаются с пилястрами по бокам здания и напоминают колоннаду Лувра в Париже. Здание облицовано мрамором и известняком; в то время как основание и терраса здания Сената Рассела выполнены из серого гранита.
Современное для своего времени здание изначально включало такие удобства, как системы принудительной вентиляции, паровое отопление, индивидуальные туалеты с горячей и холодной проточной водой и водой со льдом, телефоны и электричество. Здание Кэннона и здание Рассеал соединены с Капитолием подземными переходами.
Особый архитектурный интерес представляет ротонда. Восемнадцать коринфских колонн поддерживают антаблемент и кессонный купол, чей застекленный окулюс заливает ротонду естественным светом. Двойные мраморные лестницы ведут из ротонды в внушительный Зал собраний с коринфскими пилястрами, полным антаблементом и богато детализированным потолком.

## Туннель Кэннона
Туннель Кэннона соединяет здание Кэннона с Капитолием. Туннель украшен произведениями искусства с ежегодного конкурса искусств Конгресса для старшеклассников. От входа в туннель Кэннона ответвляется отдельный туннель, ведущий к зданию Лонгуорта, а также входы в кафетерий и ресурсный центр для законодательных органов. В отличие от туннелей, соединяющих Капитолий с офисными зданиями Сената и туннеля Рэйберна, у туннеля Кэннона нет линии метро, и это пешеходная дорожка. Кроме того, между зданием и соседним мемориальным зданием Джеймса Мэдисона, входящим в состав Библиотеки Конгресса, проходит отдельный туннель.